# 翟天临
翟天临（1987年2月15日—），山东青岛人，中國男演员，毕业于北京电影学院06级表演本科班，曾参演电影《少年往事》、《皇家刺青》，电视剧《孽债2》、《满江红》等。2013年7月於北京电影学院10级表演系硕士研究生畢業。2014年，成功考取北京电影学院电影学专业博士研究生，并于2018年6月获博士学位。但此后其博士学位產生争议，北京电影学院于2019年2月11日成立调查组并启动调查程序。2019年2月19日，翟天临的博士学位被撤销。2019年12月24日，翟天臨在北京出演舞台劇《弗兰肯斯坦》，這是翟天臨捲入學術風波後首次復出。

## 個人生活
翟天臨女友是辛芷蕾，兩人已相戀六年。。

## 影视作品

### 电视剧
| 首播年份   | 剧名                       | 角色         | 备注                                       |
| 2009年     | 《满江红》                 | 卢佳宇       |                                            |
| 2009年     | 《人生》                   | 张克南       |                                            |
| 2010年     | 《孽债2》                  | 梁思凡       |                                            |
| 2011年     | 《开天辟地》               | 陈延年       |                                            |
| 2011年     | 《金枝玉叶》               | 金天胜       |                                            |
| 2011年     | 《刑警博客》               | 唐文生       |                                            |
| 2012年     | 《心术》                   | 郑艾平       |                                            |
| 2013年     | 《杜拉拉之似水年华》       | 陈丰         |                                            |
| 2013年     | 《蘭陵王》                 | 高纬         |                                            |
| 2013年     | 《泪洒女人花》             | 唐书涵       |                                            |
| 2014年     | 《女王駕到》之 搜查女王    | 陳曉財       |                                            |
| 2014年     | 《大当家》                 | 程月亮       |                                            |
| 2014年     | 《离婚律师》               | 孟县         |                                            |
| 2014年     | 《剧场》                   | 王帆扬       |                                            |
| 2015年     | 《决杀》                   | 赵惊蛰       |                                            |
| 2015年     | 《且行且珍惜》             | 汤煜峰       |                                            |
| 2015年     | 《潜行者》                 | 李正白       | 兼任“聯合出品人”                           |
| 2015年     | 《千金女贼》               | 导游         | 仅出现在未播出的另一结局版本               |
| 2016年     | 《青丘狐传说》             | 孟安仁       | 單元「封三娘」                             |
| 2016年     | 《欢喜密探》               | 翟天真       | 客串                                       |
| 2017年     | 《臥底歸來》               | 秦越         |                                            |
| 2017年     | 《擇天記》                 | 周独夫       | 客串                                       |
| 2017年     | 《白鹿原》                 | 白孝文       |                                            |
| 2017年     | 《上古情歌》               | 昱辰         |                                            |
| 2017年     | 《大军师司马懿之军师联盟》 | 楊修         |                                            |
| 2017年     | 《暖爱》                   | 江村         |                                            |
| 2017年     | 《生活大爆炒》             | 方家晟       | 网络剧                                     |
| 2018年     | 《欢乐女神捕》             | 李江湖       |                                            |
| 2018年     | 《幸福一家人》             | 王烁         |                                            |
| 2018年     | 《守护神之保险调查》       | Ben          | 客串，网络剧                               |
| 2018年     | 《原生之罪》               | 池震         | 網絡劇                                     |
| 2019年     | 《老中医》*                | 户局長       | 客串                                       |
| 2022年     | 《买定离手我爱你》         | 趙沫遠       | 2018年拍攝，以「AI换脸」技術改為楊仕澤出演 |
| 2023年     | 《有盼头》                 | 周之伟       | 2018年拍攝，以「AI换脸」技術改為代旭出演   |
| 未播／禁播 | 《古今六人行》             | 罗斌（小罗） | 2010年拍攝                                 |
| 未播／禁播 | 《不是谁都能爱》           | 吴琦         | 2015年拍攝                                 |
| 未播／禁播 | 《局外者》                 | 赵东生       | 2016年拍攝                                 |
| 未播／禁播 | 《深渊行者》               | 高怀远       | 2017年拍攝，兼任“艺术总监”                 |
| 未播／禁播 | 《渴望生活》               |              | 2017年拍攝                                 |
| 未播／禁播 | 《無名偵探》               |              | 2018年拍攝                                 |

* 目前確認姓名没有出现在演員表中，戲份目前已全部被刪。

### 电影
| 上映年份 | 电影名            | 角色    | 备注 |
| 2003年   | 《少年往事》      | 尧永诺  |      |
| 2008年   | 《皇家刺青》      | 福尔摩  |      |
| 2014年   | 《男人不可以穷》  | Jacky李 |      |
| 2014年   | 《太平輪 (上部)》 |         |      |
| 2019年   | 《一切如你》      |         |      |

### 话剧
| 年度 | 劇名             | 角色              | 备注             |
|      | 《病人》         | 克雷长官          |                  |
|      | 《捕鼠器》       | 特洛特            |                  |
|      | 《窗户上的尸体》 | 威利              |                  |
| 2019 | 《弗兰肯斯坦》   | 维克多·弗兰肯斯坦 | 北京中间剧场上演 |

MV
| 歌曲       | 备注                 |
| ---------- | -------------------- |
| 《国际歌》 | 《开天辟地》中的曲目 |

## 獎項
- 2012年：搜狐视频电视剧盛典最佳男配角、最佳新人奖
- 2013年：2013国剧盛典 演艺偶像奖
- 2018年：第5届文荣奖最佳男配角 《军师联盟》[8]
- 2019年：第4届亚洲彩虹奖最佳电视剧男配角奖 《白鹿原》[9]

## 争议
2019年1月31日，翟天临在新浪微博晒出自己获得北京大学光华管理学院博士后职位的通知书。2月，因翟曾在直播中发表言论“知网是什么东西”，被网友发现知网上无法查到其博士学位论文，并质疑其学历可能掺水或造假。翟天临就不識知網一事辯称自己当时只是在开玩笑。网友随后对翟2018年8月发表在《广电时评》杂志上的论文进行查重，发现全文存在大段抄袭现象。其中被抄袭最多的是黄立华教授2006年发表在《黄山学院学报》上的文章，亦引得原作者抨击。不久，翟天临的高考分数也遭到网友质疑。2019年2月14日，翟天临就学术风波发表致歉声明，并正式申请退出北大博士后科研流动站的相关工作。2月19日，北京电影学院发布微博表示，撤销翟天临博士学位，取消陈浥博导资格。

## 外部連結
- 翟天临的新浪微博
- 耀客傳媒新浪微博
- 翟天临在豆瓣上的资料（简体中文）